# フリッツ・ルンプフ
フリッツ・ルンプ（Fritz Rumpf。正式にはフリードリヒ・カール・ゲオルク・ルンプFriedrich Karl Georg Rumpf, 1888年1月5日 - 1949年5月13日。フリッツはフリードリヒの愛称形、またルンプ姓は、「ルンプフ」「ルムプ」とも表記される。）は、ドイツの日本学者、浮世絵研究家。

## 経歴
1888年（明治21年）1月5日ベルリン郊外シャルロッテンブルクに生れ、ポツダムで育つ。ルンプ家の先祖はフランクフルトの名門で、ゲーテとは親交があった。また同名の父、フリッツ・ルンプ（Friedrich Heinrich Rumpf）は有名な画家であり、フリッツ少年も、父の下に集う芸術家たちからジャポニスムの影響を受けたため、日本に憧れる。この頃、ポツダムの陸軍士官学校に留学していた山本茂（陸士20期）から日本語を教わっている。
1908年（明治40年）、当時ドイツ帝国の租借地だった中国・青島で兵役を終えるとすぐ来日。翌1909年（明治41年）、木版彫師の伊上凡骨に弟子入りする。また、木下杢太郎に出会い、パンの会に誘われる。そこで北原白秋、石井柏亭、吉井勇 、市川猿之助（二代目）らと親交を結ぶ一方で、森鷗外邸を訪ねている。
その後ドイツに戻り、画家で日本学者であるエミール・オルリクの下に学ぶ。1913年（大正2年）再来日するが、翌年第一次世界大戦が勃発し、ルンプは青島で日本軍と戦うことになる。
日本の捕虜となったルンプは、まず熊本俘虜収容所、続いて大分俘虜収容所に収容され、さら1918年（大正7年）2月には、習志野俘虜収容所に移される。収容所生活の間、近松門左衛門、河竹黙阿弥、井原西鶴などの研究に没頭、また日本の民話の翻訳作業を進めた。1920年（大正9年）、大戦終結により習志野収容所から解放されドイツ国に帰国。
1926年（昭和元年）、ベルリンの日本研究所所員となり、1930年（昭和5年）には『日本の演劇』を発表。1931年 (昭和6年)からは、学生に日本文化史を講義する。1932年（昭和７年）、『1608年の伊勢物語と同著が17世紀の日本の挿絵に与えた影響』でベルリン大学から博士号を取得。またこの年、『SHARAKU（写楽）』を刊行する。1934年（昭和9年）には、ドイツ留学中の東山魁夷と交遊。1938年（昭和13年）には、俘虜収容所時代の訳稿を元に、『日本の民話』を刊行した。1949年（昭和24年）5月、ポツダムで死去（61歳）。
1989年（平成元年）、ベルリン日独センターで、「Du verstehst unsere Herzen gut」と題し、大規模なフリッツ・ルンプ展が開催された。また、2005年（平成17年）には伊東市立木下杢太郎記念館で、杢太郎とルンプの交流を中心とした特別企画展「杢太郎と異国情調Ⅱ」が開催された。これらを通じて、“第二のシーボルト”とも言うべき広汎な日本コレクションと、江戸時代の古書も難なく読みこなした博識ぶりは、改めて注目を集めている。